# Eddie Rabbitt
Eddie Rabbitt (* 27. November 1941 als Edward Thomas Rabbitt in Brooklyn, New York; † 7. Mai 1998 in Nashville, Tennessee) war ein US-amerikanischer Country-Sänger und Songwriter, der in den 1980er Jahren mehrere Nummer-1-Hits hatte.

## Anfänge
Eddie Rabbitt wuchs in New Jersey auf. Als Jugendlicher begann er, Gitarre zu spielen und komponierte erste Songs. Seinen Lebensunterhalt bestritt er mit Gelegenheitsjobs und Auftritten in Clubs der Umgebung. 1968 zog er nach Nashville, wo er zunächst als Songwriter arbeitete. Nachdem Roy Drusky einen seiner Titel aufgenommen hatte, erhielt er eine Anstellung in einem Musikverlag.
Der Durchbruch als Songwriter gelang 1970, als Elvis Presley mit Kentucky Rain und Ronnie Milsap mit Pure Love Platz eins erreichten. Kentucky Rain wurde sogar vergoldet.

## Karriere

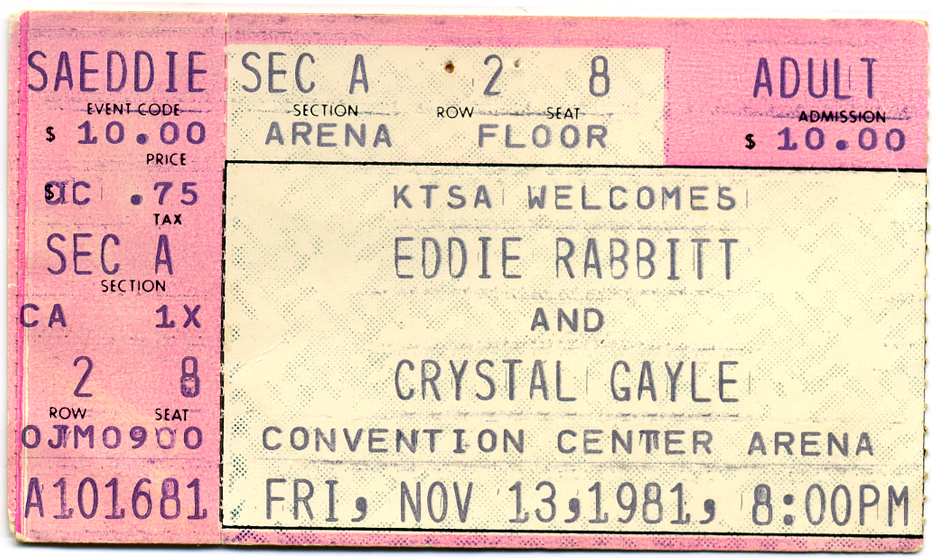
Ticket für ein gemeinsames Konzert von Eddie Rabbitt und Crystal Gayle von 1981

Noch im selben Jahr unterschrieb Rabbitt einen Schallplattenvertrag beim Elektra-Label. Bereits seine erste Single schaffte es in die Charts. 1975 konnten sich Forgive and Forget und I Should Have Married You in der Top 10 platzieren, ein Jahr später gelang ihm mit Drinkin’ My Baby (Off My Mind) der erste Nummer-eins-Hit. Von der Academy of Country Music wurde er als bester männlicher Nachwuchssänger ausgezeichnet. Es folgten weitere Top-10-Platzierungen, bis ihm 1978 eine Serie von drei aufeinanderfolgenden Nummer-eins-Hits gelang, darunter Every Which Way But Loose, der Titelmelodie des Clint-Eastwood-Spielfilms Der Mann aus San Fernando. Viele seiner Stücke notierten auch in der Pop-Hitparade. Wegen seiner Nähe zur Popmusik fand er in der Country-Szene allerdings nicht immer Anerkennung.
Seine Erfolgssträhne hielt auch in den 1980er Jahren an. Besonders in der ersten Hälfte des Jahrzehnts konnten hohe Verkaufszahlen erreicht werden. Hohe Notierungen in den Pop-Charts erreichten Rocky Mountain Music, I Love a Rainy Night und Drivin’ My Life Away. Auch seine Kompositionen waren weiterhin gefragt. Er erhielt Auszeichnungen als Country-, Pop- und Crossover-Musiker. 1982 erreichte sein Duett mit Crystal Gayle Platz eins der Country-Charts. Im gleichen Jahr wechselte er zum Warners Label und drei Jahre später zu RCA Records. Es gelangen ihm auch weiterhin Top-Hits, wie etwa 1986 das Duett Both to Each Other (Friends and Lovers) mit Juice Newton. Ende der 1980er Jahre wandte er sich mehr traditioneller Country-Musik zu. Die Tage des Country-Pops waren vorbei. Seinen letzten Nummer-eins-Hit hatte er 1990 mit On Second Thought. Er tauchte danach noch einige Male im mittleren Bereich der Charts auf und konzentrierte sich anschließend auf Tourneen und Konzertauftritte.
1997 erkrankte Eddie Rabbitt an Lungenkrebs. Er starb am 7. Mai 1998. Im gleichen Jahr wurde er postum in die Nashville Songwriters Hall of Fame aufgenommen.

## Coverversionen
1977 nahm Jürgen Drews unter dem Titel Barfuß durch den Sommer eine deutschsprachige Version von Rocky Mountain Music auf und erreichte damit Platz sechs in den deutschen Singlecharts.

## Diskografie

### Studioalben
| Jahr | Titel                     | Höchstplatzierung, Gesamtwochen, AuszeichnungChartplatzierungen (Jahr, Titel, Platzierungen, Wochen, Auszeichnungen, Anmerkungen) | Höchstplatzierung, Gesamtwochen, AuszeichnungChartplatzierungen (Jahr, Titel, Platzierungen, Wochen, Auszeichnungen, Anmerkungen) | Anmerkungen |
| Jahr | Titel                     | US | Country | Anmerkungen |
| ---- | ------------------------- | --- | --- | ----------- |
| 1975 | Eddie Rabbitt             | — | Country41 (9 Wo.)Country |             |
| 1976 | Rocky Mountain Music      | — | Country14 (20 Wo.)Country |             |
| 1977 | Rabbitt                   | — | Country4 (25 Wo.)Country |             |
| 1978 | Variations                | US143 (7 Wo.)US | Country9 (62 Wo.)Country |             |
| 1979 | Loveline                  | US91 (20 Wo.)US | Country5 (75 Wo.)Country |             |
| 1980 | Horizon                   | US19 Platin · (54 Wo.)US | Country1 (100 Wo.)Country |             |
| 1981 | Step By Step              | US23 Gold · (34 Wo.)US | Country1 (58 Wo.)Country |             |
| 1982 | Radio Romance             | US31 (25 Wo.)US | Country5 (47 Wo.)Country |             |
| 1984 | The Best Years Of My Life | — | Country22 (31 Wo.)Country |             |
| 1986 | Rabbitt Trax              | — | Country6 (41 Wo.)Country |             |
| 1988 | I Wanna Dance With You    | — | Country34 (37 Wo.)Country |             |
| 1990 | Jersey Boy                | — | Country34 (14 Wo.)Country |             |

Weitere Studioalben
- 1991: Ten Rounds
- 1997: Beatin’ the Odds
- 1998: Songs from Rabbittland

### Kompilationen
| Jahr | Titel                     | Höchstplatzierung, Gesamtwochen, AuszeichnungChartplatzierungen (Jahr, Titel, Platzierungen, Wochen, Auszeichnungen, Anmerkungen) | Höchstplatzierung, Gesamtwochen, AuszeichnungChartplatzierungen (Jahr, Titel, Platzierungen, Wochen, Auszeichnungen, Anmerkungen) | Anmerkungen |
| Jahr | Titel                     | US | Country | Anmerkungen |
| ---- | ------------------------- | --- | --- | ----------- |
| 1979 | The Best of Eddie Rabbitt | US151 Gold · (12 Wo.)US | Country12 (151 Wo.)Country |             |
| 1983 | Greatest Hits Volume II   | US131 (11 Wo.)US | Country4 (48 Wo.)Country |             |
| 1985 | Number Ones               | — | Country34 (13 Wo.)Country |             |
| 2009 | Number One Hits           | — | Country71 (1 Wo.)Country |             |

Weitere Kompilationen
- 1989: The Great Hits of Eddie Rabbitt
- 1991: Ten Years of Greatest Hits
- 2003: Essentials

### Singles
| Jahr | Titel Album                                                | Höchstplatzierung, Gesamtwochen, AuszeichnungChartplatzierungen (Jahr, Titel, Album, Platzierungen, Wochen, Auszeichnungen, Anmerkungen) | Höchstplatzierung, Gesamtwochen, AuszeichnungChartplatzierungen (Jahr, Titel, Album, Platzierungen, Wochen, Auszeichnungen, Anmerkungen) | Höchstplatzierung, Gesamtwochen, AuszeichnungChartplatzierungen (Jahr, Titel, Album, Platzierungen, Wochen, Auszeichnungen, Anmerkungen) | Anmerkungen        |
| Jahr | Titel Album                                                | UK | US | Country | Anmerkungen        |
| ---- | ---------------------------------------------------------- | --- | --- | --- | ------------------ |
| 1974 | You Get to Me Eddie Rabbitt                                | — | — | Country34 (14 Wo.)Country |                    |
| 1975 | Forgive and Forget Eddie Rabbitt                           | — | — | Country12 (17 Wo.)Country |                    |
| 1975 | I Should Have Married You Eddie Rabbitt                    | — | — | Country11 (14 Wo.)Country |                    |
| 1976 | Drinkin’ My Baby (Off My Mind) Rocky Mountain Music        | — | — | Country1 (16 Wo.)Country |                    |
| 1976 | Rocky Mountain Music                                       | — | US76 (8 Wo.)US | Country5 (15 Wo.)Country |                    |
| 1977 | Two Dollars in the Jukebox Rocky Mountain Music            | — | — | Country3 (16 Wo.)Country |                    |
| 1977 | I Can’t Help Myself Rabbitt                                | — | US77 (9 Wo.)US | Country2 (16 Wo.)Country |                    |
| 1977 | We Can’t Go On Living Like This Rabbitt                    | — | — | Country6 (15 Wo.)Country |                    |
| 1978 | Hearts on Fire Variations                                  | — | — | Country2 (16 Wo.)Country |                    |
| 1978 | You Don’t Love Me Anymore Variations                       | — | US53 (7 Wo.)US | Country1 (14 Wo.)Country |                    |
| 1978 | I Just Want to Love You Variations                         | — | — | Country1 (14 Wo.)Country |                    |
| 1979 | Every Which Way but Loose Every Which Way but Loose O.S.T. | UK41 (3 Wo.)UK | US30 (11 Wo.)US | Country1 (15 Wo.)Country |                    |
| 1979 | Suspicions Loveline                                        | — | US13 (17 Wo.)US | Country1 (14 Wo.)Country |                    |
| 1979 | Pour Me Another Tequila Loveline                           | — | — | Country5 (15 Wo.)Country |                    |
| 1980 | Gone Too Far Loveline                                      | — | US82 (4 Wo.)US | Country1 (14 Wo.)Country |                    |
| 1980 | Drivin’ My Life Away Horizon                               | — | US5 Gold · (25 Wo.)US | Country1 (15 Wo.)Country |                    |
| 1980 | I Love a Rainy Night Horizon                               | UK53 (5 Wo.)UK | US1 Gold · (28 Wo.)US | Country1 (17 Wo.)Country |                    |
| 1981 | Step by Step                                               | — | US5 (22 Wo.)US | Country1 (16 Wo.)Country |                    |
| 1981 | Someone Could Lose a Heart Tonight Step by Step            | — | US15 (15 Wo.)US | Country1 (17 Wo.)Country |                    |
| 1982 | I Don’t Know Where to Start Step by Step                   | — | US35 (13 Wo.)US | Country2 (16 Wo.)Country |                    |
| 1982 | You and I Radio Romance                                    | UK81 (2 Wo.)UK | US7 (29 Wo.)US | Country1 (19 Wo.)Country | mit Crystal Gayle  |
| 1983 | You Can’t Run from Love Radio Romance                      | — | US55 (8 Wo.)US | Country1 (17 Wo.)Country |                    |
| 1983 | You Put the Beat in My Heart Greatest Hits Vol. II         | — | US81 (5 Wo.)US | Country10 (18 Wo.)Country |                    |
| 1984 | Nothing Like Falling in Love Greatest Hits Vol. II         | — | — | Country10 (15 Wo.)Country |                    |
| 1984 | B-B-B-Burnin’ Up with Love The Best Year of My Life        | — | — | Country3 (18 Wo.)Country |                    |
| 1985 | The Best Year of My Life                                   | — | — | Country1 (23 Wo.)Country |                    |
| 1985 | Warning Sign The Best Year of My Life                      | — | — | Country4 (19 Wo.)Country |                    |
| 1985 | She’s Comin’ Back to Say Goodbye The Best Year of My Life  | — | — | Country6 (21 Wo.)Country |                    |
| 1985 | A World Without Love Rabbitt Trax                          | — | — | Country10 (18 Wo.)Country |                    |
| 1986 | Repetitive Regret Rabbitt Trax                             | — | — | Country4 (19 Wo.)Country |                    |
| 1986 | Both to Each Other (Friends and Lovers) Rabbitt Trax       | — | — | Country1 (20 Wo.)Country | feat. Juice Newton |
| 1986 | Gotta Have You Rabbitt Trax                                | — | — | Country9 (20 Wo.)Country |                    |
| 1988 | I Wanna Dance with You                                     | — | — | Country1 (20 Wo.)Country |                    |
| 1988 | The Wanderer I Wanna Dance with You                        | — | — | Country1 (18 Wo.)Country |                    |
| 1988 | We Must Be Doin’ Somethin’ Right I Wanna Dance with You    | — | — | Country7 (22 Wo.)Country |                    |
| 1989 | That’s Why I Fell in Love with You I Wanna Dance with You  | — | — | Country66 (10 Wo.)Country |                    |
| 1989 | On Second Thought Jersey Boy                               | — | — | Country1 (26 Wo.)Country |                    |
| 1990 | Runnin’ with the Wind Jersey Boy                           | — | — | Country8 (21 Wo.)Country |                    |
| 1990 | It’s Lonely Out Tonite Jersey Boy                          | — | — | Country32 (9 Wo.)Country |                    |
| 1990 | American Boy Jersey Boy                                    | — | — | Country11 (20 Wo.)Country |                    |
| 1991 | Tennessee Born and Bred Jersey Boy                         | — | — | Country58 (9 Wo.)Country |                    |
| 1991 | Hang Up the Phone Ten Rounds                               | — | — | Country50 (14 Wo.)Country |                    |

Weitere Singles
- 1964: Six Nights and Seven Days
- 1968: The Bed
- 1992: You Look Like an Angel
- 1995: I Made a Promise (mit Crystal Gayle)
- 1998: Love May Never Pass This Way Again